# Jennifer Baumgardner

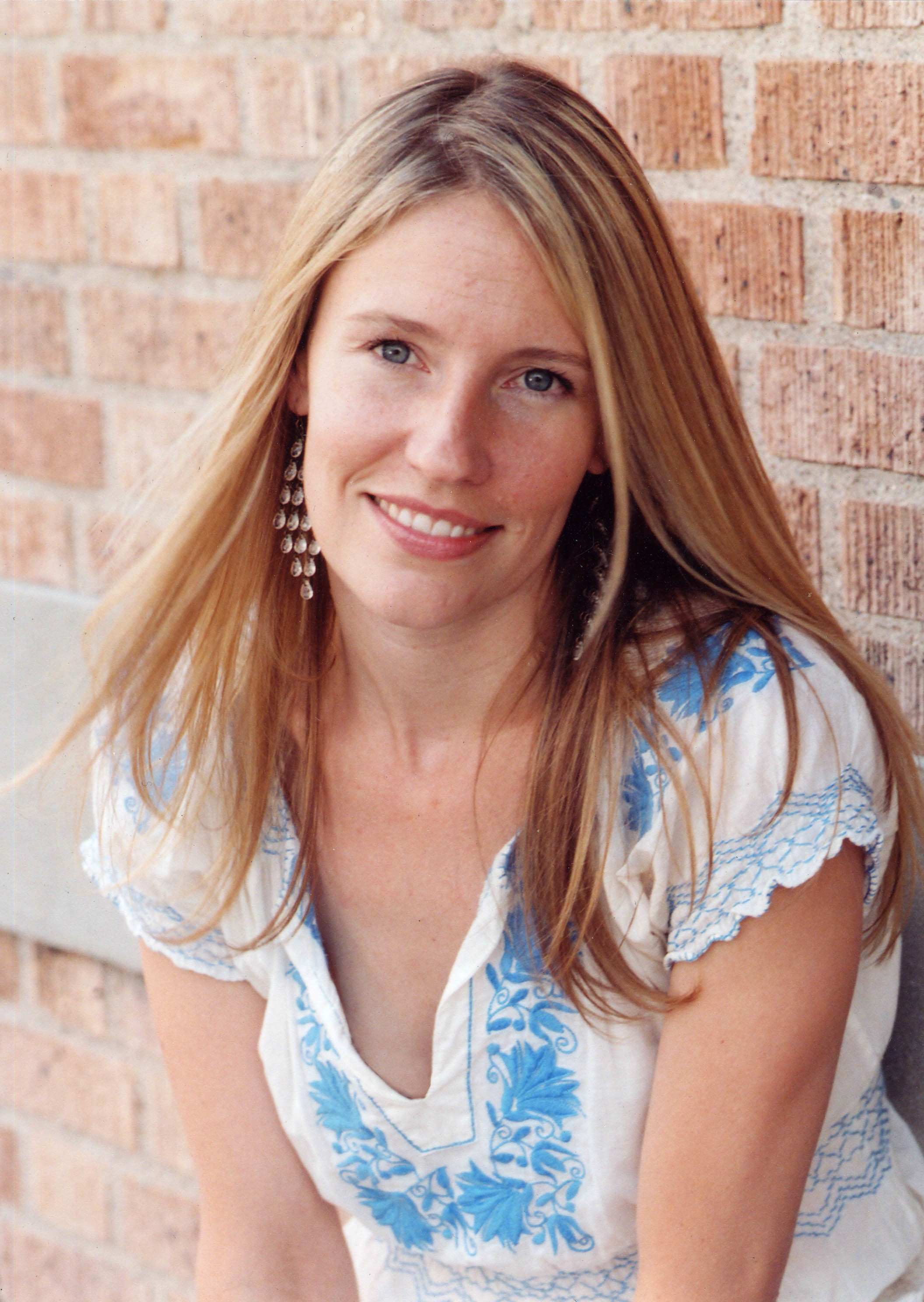
Jennifer Baumgardner, 2008

Jennifer Baumgardner (geboren am 15. Mai 1970 in Fargo, North-Dakota) ist eine US-amerikanische Autorin, Filmemacherin und Feministin.

## Leben
Jennifer Baumgardner ist die mittlere von drei Schwestern und wuchs in Fargo im US-Bundesstaat North-Dakota auf. Sie besuchte die Lawrence University in Appleton in Wisconsin und machte dort ihren Bachelor-Abschluss im Jahr 1992. Während ihrer Studentenzeit war sie Co-Gründerin der Alternativen Zeitung The Other und half einer feministischen Gruppe bei der Organisation eines Antikriegstheaters. Nach dem Studium zog sie nach New York City und wurde dort Mitarbeiterin der feministischen Zeitschrift Ms.
Sie bekennt sich offen zu ihrer Bisexualität. Ab den 1990er-Jahren hatte sie verschiedene Beziehungen zu Frauen. Heute lebt sie mit ihrem Ehemann Michael und ihren gemeinsamen Söhnen in New York City.

## Wirken
Seit ihrem Weggang von ms. im Jahr 1998 hat sie zahlreiche Beiträge zum Thema Feminismus in Zeitschriften veröffentlicht. Zudem schrieb sie mehrere Bücher und arbeitete auch an Filmprojekten. 2004 veröffentlichte sie das Filmprojekt „I Had an Abortion“, 2008 „It Was Rape“.

## Werke
- Baumgardner, Jennifer; Richards, Amy (2000). ManifestA: Young Women, Feminism, and the Future. New York: Farrar, Straus and Giroux. ISBN 978-0-374-52622-1.
- Baumgardner, Jennifer; Richards, Amy (2005). Grassroots: A Field Guide for Feminist Activism. New York: Farrar, Straus and Giroux. ISBN 978-0-374-52865-2.
- Baumgardner, Jennifer (2007). Look Both Ways: Bisexual Politics. New York: Farrar, Straus and Giroux. ISBN 978-0-374-19004-0.
- Baumgardner, Jennifer (2008). Abortion & Life. New York: Akashic Books, Akashic Books. ISBN 978-1-933354-59-0.
- Baumgardner, Jennifer (2011). F ’em!: Goo Goo, Gaga, and Some Thoughts on Balls. California: Seal Press, Seal Press. ISBN 978-1-58005-360-0.
- Baumgardner, Jennifer; Kunin, Madeleine M. (2013). We Do: American Leaders who Believe in Marriage Equality. Akashic Books. ISBN 978-1-61775-187-5